# گئورگ آلکسانیان
گئورگ آلکسانیان (ارمنی: Գևորգ Ալեքսանյան؛ زادهٔ ۴ ژوئیهٔ ۱۹۸۱) وزنه‌بردار مرد اهل ارمنستان است.
وی در بازی‌های المپیک تابستانی ۲۰۰۴ در دسته ۷۷ کیلوگرم مردان به رقابت پرداخت

## نتایج مهم
| سال                                       | مکان                | وزن            | یک ضرب (کیلوگرم) | یک ضرب (کیلوگرم) | یک ضرب (کیلوگرم) | یک ضرب (کیلوگرم) | یک ضرب (کیلوگرم) | دوضرب (کیلوگرم) | دوضرب (کیلوگرم) | دوضرب (کیلوگرم) | دوضرب (کیلوگرم) | دوضرب (کیلوگرم) | مجموع          | رتبه           |
| سال                                       | مکان                | وزن            | ۱                | ۲                | ۳                | نتیجه            | رتبه             | ۱               | ۲               | ۳               | نتیجه           | رتبه            | مجموع          | رتبه           |
| بازی‌های المپیک                            | بازی‌های المپیک      | بازی‌های المپیک | بازی‌های المپیک   | بازی‌های المپیک   | بازی‌های المپیک   | بازی‌های المپیک   | بازی‌های المپیک   | بازی‌های المپیک  | بازی‌های المپیک  | بازی‌های المپیک  | بازی‌های المپیک  | بازی‌های المپیک  | بازی‌های المپیک | بازی‌های المپیک |
| ----------------------------------------- | ------------------- | -------------- | ---------------- | ---------------- | ---------------- | ---------------- | ---------------- | --------------- | --------------- | --------------- | --------------- | --------------- | -------------- | -------------- |
| ۲۰۰۴                                      | آتن، یونان          | ۷۷ ک‌گ          | ۱۵۷٫۵            | ۱۶۲٫۵            | ۱۶۲٫۵            | ۱۶۲٫۵            | ۴                | ۱۹۰             | ۱۹۰             | ۱۹۰             | -               | -               | '              | '              |
| قهرمانی وزنه‌برداری جهان                   |                     |                |                  |                  |                  |                  |                  |                 |                 |                 |                 |                 |                |                |
| ۲۰۰۳                                      | ونکوور، کانادا      | ۸۵ ک‌گ          | ۱۵۵              | ۱۵۵              | ۱۶۰              | ۱۵۵              | ۱۹               | ۱۸۵             | ۱۹۲٫۵           | ۱۹۵             | ۱۹۵             | ۱۲              | ۳۵۰            | ۱۷             |
| مسابقات قهرمانی وزنه‌برداری اروپا          |                     |                |                  |                  |                  |                  |                  |                 |                 |                 |                 |                 |                |                |
| ۲۰۰۴                                      | کی‌یف، اوکراین       | ک‌گ             | ۱۵۰              | ۱۵۵              | ۱۵۷٫۵            | ۱۵۵              | ۷                | ۱۸۵             | ۱۸۵             | ۱۸۵             | ۱۸۵             | ۸               | ۳۴۰            | ۸              |
| مسابقات قهرمانی وزنه‌برداری اروپا          |                     |                |                  |                  |                  |                  |                  |                 |                 |                 |                 |                 |                |                |
| ۲۰۰۳                                      | لوتراکی، یونان      | ۷۷ ک‌گ          | ۱۴۲٫۵            | ۱۴۷٫۵            | ۱۵۲٫۵            | ۱۵۲٫۵            | ۵                | ۱۸۰             | ۱۸۵             | ۱۸۷٫۵           | ۱۸۷٫۵           | ۴               | ۳۴۰            | ۵              |
| مسابقات قهرمانی وزنه‌برداری جوانان جهان    |                     |                |                  |                  |                  |                  |                  |                 |                 |                 |                 |                 |                |                |
| ۲۰۰۱                                      | سالونیک، یونان      | + ک‌گ           | ۱۵۰              | ۱۵۵              | ۱۶۰              | ۱۵۵              | ۴                | ۱۸۲٫۵           | ۱۹۰             | ۱۹۰             | ۱۸۲٫۵           | ۲               | ۳۳۷٫۵          | 2              |
| مسابقات قهرمانی وزنه‌برداری جوانان اروپا   |                     |                |                  |                  |                  |                  |                  |                 |                 |                 |                 |                 |                |                |
| ۲۰۰۱                                      | کالمار، سوئد        | ۷۷ ک‌گ          | ۱۵۰              | ۱۵۵              | ۱۵۷٫۵            | ۱۵۵              | ۳                | ۱۸۲٫۵           | ۱۹۰             | انصراف          | ۱۹۰             | ۱               | ۳۴۵            | 1              |
| مسابقات قهرمانی وزنه‌برداری نوجوانان اروپا |                     |                |                  |                  |                  |                  |                  |                 |                 |                 |                 |                 |                |                |
| ۱۹۹۷                                      | تاتابانیا، مجارستان | ۷۷ ک‌گ          | ۸۰               | ۸۵               | ۸۷٫۵             | ۸۷٫۵             | ۵                | ۱۰۵             | ۱۱۲٫۵           | ۱۱۵             | ۱۰۵             | ۳               | ۱۹۲٫۵          | ۴              |